# Рудка (притока Серету)
Рудка — пересохла річка в Тернополі, ліва притока річки Серет, що впадала в Тернопільський став. Територіально повністю розташована в адміністративних межах міста Тернопіль. Брала початок у парку Національного відродження, протікала удолині між мікрорайонами Сонячний та Канада, сучасними вулицями Галицькою та С. Крушельницької і впадала у став у парку Т. Шевченка.

## Сучасний стан
У зв'язку із розбудовою міста в 70-х роках була частково замурована в підземні комунікації. У 2010-х повністю пересохла, а старе русло та підземні комунікації наразі використовуються як колектор для дощових вод.  
Точне місце, де знаходився витік річки, наразі невідоме. Ймовірно, одним із витоків було джерело в районі Співочого поля. Ще один витік знаходився у південно-східній частині парку в районі перехрестя вулиці 15 квітня та проспекту С. Бандери. Наразі від русла річки у парку залишився пересохлий канал, який починається від вищезгаданого місця витоку та входить під землю перед фонтаном, та наповнюється після дощів чи танення снігу.